# 디아블로 II: 파괴의 군주
《디아블로II: 파괴의 군주》(Diablo II: Lord of Destruction)는 블리자드 노스에서 개발한 《디아블로 II》의 확장팩으로, 2001년에 블리자드 엔터테인먼트가 발표했다.

## 줄거리
디아블로는 용사와의 승부 끝에 결국 쓰러지게 되며, 지옥의 대장간에서 메피스토와 디아블로의 영혼석을 부수는 데 성공을 거두었다. 그러나 형 메피스토와 동생 디아블로가 나락으로 봉인되기 전, 형에게 특수 목적을 받고 다른 곳으로 피신한 덕분에 유일하게 살아남은 대악마인 파괴의 군주 바알은 그 동안 자신의 힘을 비축하고 특공대와 철기대를 조직하여, 남부에서부터 북부로 진격을 시작한다. 형 메피스토에게 받은 바알의 목표는 세계를 통제하는 힘을 가진 보석 ‘세계석’을 오염시켜 지옥과 인간계의 벽을 없애려고 하는 것이다. 세계석이 있는 아리앗산의 부족 야만용사(바바리안)들은 바알의 공격을 막아보려 하지만, 그들의 수도인 세케론조차 함락되고 만다. 이런 절망적인 상황에서 영웅들은 야만용사의 도시 하로가스에 당도해 파괴의 군주 바알의 세력에 맞선다.
- 참고로 하로가스에서 유일하게 야만용사를 알아보는 NPC는 치료NPC 마라 뿐이다.